# 红岗区
红岗区是黑龙江省大庆市下辖的一个市辖区。

## 行政区划
红岗区下辖6个街道办事处、1个镇：
红岗街道、八百垧街道、杏南街道、解放街道、创业街道、银河街道和杏树岗镇。

## 人口
根據第七次人口普查數據，截至2020年11月1日零時，紅崗區常住人口為129988人。